# Liothyronine sodique
La liothyronine sodique est une forme synthétique d'hormone thyroïdienne correspondant au sel sodique de triiodothyronine, ou hormone T3. Elle est utilisée pour traiter l'hypothyroïdie et le coma myxœdémateux.
Il s'agit de la forme la plus active de l'hormone thyroïdienne. Elle est quasiment identique à la T3, à l'atome de sodium près. Elle agit par conséquent en accélérant le métabolisme de base, la biosynthèse des protéines et la sensibilité de l'organisme aux catécholamines telles que l'adrénaline. Les hormones thyroïdiennes sont essentielles au bon développement et la différenciation cellulaire. Elles régulent le métabolisme des protéines, des lipides et des glucides.
Par rapport à la lévothyroxine (T4 synthétique), la liothyronine sodique agit plus rapidement sur les cellules et possède une demi-vie plus faible en raison d'une moindre liaison aux protéines transporteuses telles que la globuline liant la thyroxine (TBG) et la transthyrétine (TTR).